# Селкирк (Манитоба)
Селкирк (енгл. Selkirk) је град на југоистоку канадске провинције Манитоба у географско-статистичкој регији Интерлејк. Смештен је на Црвеној реци, 22 км североисточно од Винипега, главног града покрајине. По попису из 2011. у граду су живела 9.834 становника.
Град је основан 1882, а име је добио по Томасу Дагласу, V грофу од Селкирка.
Град је познат по туризму, челичани, великој душевној болници и великом броју сомова у Црвеној реци.

## Историја
Пространо подручје око данашњег града купио је, почетком 19. века Гроф од Селкирка од Компаније Хадсоновог залива, а прва европска насеља основана су већ 1813. године. Првобитни европски насељеници су поред проблема са локалним домородачким народима због земље, били и честе жртве несугласица између две у то време најјаче трговачке компаније (Компанија Хадсоновог залива и Северозападне компаније). Данашњи Селкирк основан је 5. јуна 1882.

## Демографија
Према резултатима пописа становништва из 2011. у граду су живела 9.834 становника у укупно 4.062 домаћинства, што је за 3,4% више у односу на 9.515 житеља колико је регистровано
приликом пописа 2006. године.
Године 2006. у граду је живело 9.515 становника. У односу на попис из 2001. број становника у граду је опао за 2,4% или 247 становника. Густина насељености је износила 382,5 ст/km².
| 1996. | 2001. | 2006. | 2011. | 2016.  |
| ----- | ----- | ----- | ----- | ------ |
| 9.881 | 9.752 | 9.515 | 9.834 | 10.278 |

## Симболи града
У граду раде мања челичана и највећа душевна болница у провинцији.
Због велике популације сомова у оближњој Црвеној реци, Селкирк се у туристичким брошурама рекламира као „светска престоница сома“ (енгл. Catfish Capital of the World). У самом граду се чак налази споменик висок 7,6 m посвећен овој врсти рибе (Чак, каналски сом; Chuck the Channel Catfish). Споменик је подигнут 1986.
У граду се налази и зграда Поморског музеја Манитобе (The Marine Museum of Manitoba), основан 1972. Музеј смештен на броду Кинора бави се историјом пловидбе долином Црвене реке од 1850. до данас. У граду се такође налази и јединица канадске обалске страже.
У граду се традиционално сваке године одржава сајам пољопривреде и родео, који је 2008. славио јубилеј 130 година одржавања.
Од 2009. у граду је стациониран и ледоломац чији је циљ омогућавање несметаног речног саобраћаја током зимских месеци.

## Спорт
Град је 2007. био кодомаћин светског првенства у хокеју на леду за жене, заједно са Винипегом.